# Atelopus průsvitný
Atelopus průstvitný (Atelopus mindoensis, Peters, 1973) je druh žáby z čeledi ropuchovitých. Jedná se o endemita Ekvádorských provincií Pichincha, Santo Domingo a Cotopaxi. Jeho přirozenými stanovišti jsou vlhké subtropické nebo tropické nížinné lesy, vlhké subtropické nebo tropické horské lesy a řeky. Má unikátní zelenočervené zbarvení s bílými skvrnami, a pro svou jedinečnost byl dříve považován za symbol údolí Mindo.
Je ohrožen chytridiomykózou a ztrátou přirozeného prostředí. V minulosti byl považován za pravděpodobně vyhynulého; naposledy byl spatřen 7. května 1989 v provincii Pichincha. Po následujících 30 let nebyl spatřen. Mlžné lesy, ve kterých přebýval, byly neprecizněji zdokumentovanými mlžnými lesy v Ekvádoru a v souvislosti s tím bylo jeho přežití a znovunalezení označeno za nepravděpodobné. V roce 2019 byl však na soukromém pozemku v mlžném lese objeven pozůstatek populace schopný rozmnožování; objev byl zdokumentován v roce 2020. Tímto se atelopus průsvitný zařadil mezi mnoho dalších příslušníků svého rodu, kteří byli ve 21. století znovu objeveni po desetiletích bez pozorování.